# Лёгкая атлетика на летних Олимпийских играх 1904 — бег на 60 метров
Соревнования по бегу на 60 метров среди мужчин на летних Олимпийских играх 1904 прошли 29 августа. Приняли участие 15 спортсменов из трёх стран.

## Призёры
| Золото       | Серебро             | Бронза          |
| Арчи Хан США | Уильям Хогенсон США | Фэй Маултон США |

## Рекорды
| Мировой рекорд     |                       | —     |                |              |
| Олимпийский рекорд | Элвин Крэнцлайн (USA) | 7,0 с | Париж, Франция | 15 июля 1900 |

## Соревнование

### Полуфинал
| Место | Спортсмен             | Результат  |
| ----- | --------------------- | ---------- |
| 1     | Клайд Блэр (USA)      | 7,0 с =OR  |
| 2     | Майер Принштайн (USA) | Неизвестен |
| 3-4   | Джордж Подж (USA)     | Неизвестен |
| 3-4   | Уильям Хантер (USA)   | Неизвестен |

| Место | Спортсмен                | Результат  |
| ----- | ------------------------ | ---------- |
| 1     | Уильям Хогенсон (USA)    | 7,0 с =OR  |
| 2     | Фрэнк Каслмэн (USA)      | Неизвестен |
| 3-4   | 2 неизвестных спортсмена | Неизвестен |

| Место | Спортсмен              | Результат  |
| ----- | ---------------------- | ---------- |
| 1     | Арчи Хан (USA)         | 7,2 с      |
| 2     | Роберт Керр (CAN)      | Неизвестен |
| 3     | Лоусон Робертсон (USA) | Неизвестен |
| 4     | Бела Мезо (HUN)        | Неизвестен |

| Место | Спортсмен                  | Результат  |
| ----- | -------------------------- | ---------- |
| 1     | Фэй Маултон (USA)          | 7,0 с =OR  |
| 2     | Натаниэль Картмелл (USA)   | Неизвестен |
| 3     | Один неизвестный спортсмен | Неизвестен |

### Дополнительный забег
| Место | Спортсмен                | Результат  |
| ----- | ------------------------ | ---------- |
| 1     | Фрэнк Каслмэн (USA)      | 7,2 с      |
| 2     | Майер Принштайн (USA)    | 7,2 с      |
| 3-4   | Роберт Керр (CAN)        | Неизвестен |
| 3-4   | Натаниэль Картмелл (USA) | Неизвестен |

### Финал
| Место | Спортсмен             | Результат  |
| ----- | --------------------- | ---------- |
| 1     | Арчи Хан (USA)        | 7,0 с =OR  |
| 2     | Уильям Хогенсон (USA) | 7,2 с      |
| 3     | Фэй Маултон (USA)     | 7,2 с      |
| 4     | Клайд Блэр (USA)      | 7,2 с      |
| 5     | Майер Принштайн (USA) | Неизвестен |
| 6     | Фрэнк Каслмэн (USA)   | Неизвестен |